# Álcman
Álcman (em grego, Άλκμάν - Alkmán, na transliteração) foi um poeta lírico coral grego que viveu no séc. VII a.C., em Esparta. É o mais antigo dos nove poetas líricos do cânon alexandrino. Escreveu hinos e odes corais.
Álcman foi apaixonado pela poetisa Megalostrata, que tinha o poder de atrair os amantes pela sua conversa. Álcman a descreve como tendo o dom das musas, e cabelos dourados.
Álcman descreveu as espartanas como de cabelos dourados e olhos violeta.  Também elogiou a beleza das espartanas como lendária, assim como Helena. 

## Obras relacionadas
Fragmentos de Álcman foram traduzidos do grego para o português por Maria Helena da Rocha Pereira e por Frederico Lourenço.
- PEREIRA, Maria H. da R. Hélade - Antologia da cultura grega. Coimbra editora, 2003 (7ª ed.)
- LOURENÇO, Frederico; vários. Poesia grega - de Álcman a Teócrito. Lisboa: Cotovia, 2006